# Óscar López Vázquez
Óscar López Vázquez   (Medellín, 2 d'abril de 1939 - Cali, 20 de desembre de 2005) fou un futbolista colombià de la dècada de 1960.
Fou 28 cops internacional amb la selecció de Colòmbia amb la qual participà en el Mundial de 1962.
Pel que fa a clubs, defensà els colors d'Once Caldas i Deportivo Cali durant més d'una dècada.